# Heteralonia ceuthodonta
Heteralonia ceuthodonta är en tvåvingeart som först beskrevs av Hesse 1936.  Heteralonia ceuthodonta ingår i släktet Heteralonia och familjen svävflugor.
Artens utbredningsområde är Botswana. Inga underarter finns listade i Catalogue of Life.